# واکنشهای آناپلروتیک
واکنشهای آناپلروتیک (به انگلیسی: Anaplerotic reactions) واکنش‌های شیمیایی هستند که به صورت واسطه یک مسیر سوخت و ساز تولید می‌شوند. نوعی از آن را می‌توان در چرخه اسید سیتریک (چرخه TCA) مشاهده کرد. در عملکرد طبیعی این چرخه برای تنفس، میزان واسطه‌های TCA ثابت می‌ماند و بسیاری از واکنش‌های بیوشیمیایی از این مولکولها به عنوان سوبسترا استفاده می‌کنند. آناپلروتیک در واق عمل استفاده مجدد از واسطه‌های چرخه اسید سیتریک حاصل از ساختهای زیستی است که تحت عنوان واکنشهای آناپلروتیک خوانده می‌شوند.
چرخه TCA یک مرکز سوخت و ساز است که در تولید انرژی و بیوسنتز نقش مرکزی را بر عهده دارد؛ بنابراین تنظیم غلظت متابولیتهای چرخه TCA در میتوکندری از اهمیت ویژه ای برای سلول برخوردار است. جهت برقراری سوخت وساز سلول شار آناپلروتیک باید در تعادل با شار کاتاپلروتیک قرار گیرد.

## واکنش آناپلروتیک سوخت و ساز بدن
۴ گروه عمده تحت عنوان واکنش‌های آناپلروتیک دسته‌بندی می‌شوند که تولید اگزالواستات از پیروات مهمترین اهمیت فیزیولوژیکی را داراست.
| From                       | To              | Reaction                                                                                    | Notes |
| Pyruvate                   | oxaloacetate    | pyruvate + HCO3− + ATP {\displaystyle \longrightarrow } oxaloacetate + ADP + Pi + H2O       | این واکنش توسط پیروات کربوکسیلاز کاتالیز می‌شود (توسط آستیل کوآ فعال می‌شود) و نشان دهنده کمبود اگزالواستات است. در میتوکندری حیوانات اتفاق می‌افتد. با توجه به شدت، می‌تواند سبب اسیدوز لاکتیک، نقص عصبی حرکتی شدید یا مرگ در نوزادی شود و بدین وجه مهمترین واکنش آناپلروتیک است. پیروات نیز در تبدیل به L-مالات به شکلی مشابه یک حد واسط است. |
| Aspartate                  | oxaloacetate    | -                                                                                           | این یک واکنش برگشت‌پذیر است که طی واکنش ترانسآمیناسیون سبب تولید اگزالواستات از آسپارتات توسط آسپارتات ترانس آمیناز می‌شود. |
| Glutamate                  | α-ketoglutarate | glutamate + NAD+ + H2O {\displaystyle \longrightarrow } NH4+ + α-ketoglutarate + NADH + H+. | این واکنش توسط گلوتامات دهیدروژناز کاتالیز می‌شود. |
| β-Oxidation of fatty acids | succinyl-CoA    | -                                                                                           | وقتی اسیدهای چرب زوج زنجیر اکسید می‌شوند، یک مولکول سوکسینیل کوآ از هر اسید چرب ساخته می‌شود. آنزیم نهایی متیل کوآ موتاز است. تری هپتانوئین (چربی یا سه زنجیره هپاتونیک اسید چرب(C7:0)) ممکن است برای درمان نقص پیوات کربوکسیلاز استفاده شود.                                                                                                 |
| adenylosuccinate           | fumarate        | adenylosuccinate {\displaystyle \longrightarrow } AMP + fumarate                            | این واکنش توسط آدنولوسوکسینات لیاز و طی چرخه تولید پورین و نوکلئوتید پورینی اتافق می‌افتد. نقص این آنزیم رشد ناقص عصبی حرکتی را در پی دارد. |

مالات توسط PEP carboxylase و مالات دهیدروژناز در سیتوزول ساخته می‌شود. مالات در ماتریکس میتوکندری برای ساخت پیروات (توسط آنزیم مالیک کاتالیز می‌شود) یا اسید اگزالواستیک مورد استفاده قرار می‌گیرد که هر دو می‌توانند وارد چرخه اسید سیتریک شوند.
گلوتامین نیز می‌تواند برای تولید اگزالواستات توسط گلوتامینولیزیز در طی واکنش‌های آناپلروتیک در انواع مختلف سلول مورد استفاده قرار بکیرد که علاوه بر این در بسیاری از سلولهای ترانسفورم شده c-Myc نیز دیده می‌شود.

## بیماری‌های آناپلروتیک سوخت و ساز بدن
فقر پیروات کربوکسیلاز یک ناهنجاری متابولیک ارثی است که در آن آناپلروزیس تا حد زیادی کاهش می‌یابد. از دیگر سوستراهای آناپلروتیکی می‌توان از زوج کربنهای شامل تریگلیسرید triheptanoin نام برد که برای درمان این اختلال مصرف می‌شوند.